# Pierre Béraud des Rondards
Pierre Béraud des Rondards, ou Béraud des Rondars, né le 31 mars 1783 à Moulins en France et mort le 9 septembre 1850 au même lieu, est un homme politique français.

## Biographie
Pierre Béraud des Rondards appartient à une famille d'ancienne bourgeoisie de la paroisse de Couleuvre. Son père est Sébastien Béraud, sieur des Rondards, avocat du roi au présidial de Moulins, et sa mère est Marguerite Perrotin de Chevagnes. 
En 1811, il épouse Marie-Aglaé Fouquet de Pont-Charraud, fille de Louis-Antoine Fouquet, député du Cher à l'Assemblée nationale législative, au Conseil des Anciens et au Corps législatif. Il est adjoint au maire de Moulins en 1814 et conseiller de préfecture en 1823.
Il est député de l'Allier, du collège de Moulins, en 1824 (contre M. de Tracy), puis, en 1827 et en 1830 du collège du département. Il siège au centre et soutient les ministères de la Restauration. Il démissionne en 1830 pour ne pas prêter serment à la Monarchie de Juillet.
Sa fille Albertine épouse le comte Jules de Champfeu. Pierre Béraud des Rondards est enterré dans la tombe de la famille de Champfeu au cimetière de Moulins.
Il est chevalier de la Légion d'honneur.
Il est un des fondateurs de la Société mutuelle d'assurance de l'Allier.
Il a publié des mémoires (Souvenirs parlementaires, 1841), un Recueil de fables (1842) et une Histoire des sires et ducs de Bourbon (1843).